# Kosmiczne jaja (serial animowany)
Kosmiczne jaja – serial animowany, oparty na filmie z 1987 r. pod tym samym tytułem, w USA emitowany na kanale G4, a w Kanadzie na Super Channel.

## Produkcja
Produkcja serialu rozpoczęła się pod koniec 2005 roku pod przewodnictwem Brooksfilms, MGM i Berliner Film Company. Producent i pomysłodawca, Mel Brooks nie tylko nadzorował całą produkcję, ale także użyczył głosu postaciom prezydenta Skroob'a oraz Jogurta. Do ekipy podkładającej głosy udało się zatrudnić odtwórczynie ról w filmie pełnometrażowym – Joan Rivers oraz Daphne Zuniga. Niestety w obsadzie tym razem nie znaleźli się Bill Pullman, Rick Moranis oraz John Candy.

## Opóźniona premiera
Pierwsza premiera serialu zapowiadana na schyłek 2007 roku została przełożona, ponieważ nie mieściła się ona w grafiku stacji G4 (kanał telewizyjny). Kolejną datą był 1 czerwca 2008. I tym razem emisja się nie odbyła. Serial trafił jednak do grafiku kanadyjskiego kanału Super Channel. Od 21 września 2008 jest on emitowany na obydwu tych kanałach.

## Parodiowane filmy oraz postacie
Kosmiczne jaja to parodia wszystkich znanych ikon popkultury. W serialu zostały sparodiowane między innymi filmy Władca pierścieni, Park Jurajski, Spiderman, gra komputerowa GTA oraz bokser Mike Tyson. Nie należy zapomnieć oczywiście o inspiracji twórcy, czyli Gwiezdnych wojnach.

## Obsada
- Mel Brooks – Prezydent Skroob / Jogurt
- Daphne Zuniga – księżniczka Vespa
- Joan Rivers – Dot Matrix
- Tino Insana – Barfolemew (Barf)
- Rino Romano – Lone Starr
- Dee Bradley Baker – Lord Hełmofon

## Spis odcinków
- Revenge of the Sithee

data premiery 21 września 2008
- Grand Theft Starship

data premiery 21 września 2008
- Lord of the Onion Rings

data premiery 21 września 2008
- Watch Your Assic Park

data premiery 21 września 2008
- Outbreak

data premiery nieznana
- Hairy Putter

data premiery nieznana
- Mighty Meteor

data premiery nieznana
- Spaceballs of the Caribbean

data premiery nieznana
- Fishfinger

data premiery nieznana
- The Skroobinator

data premiery nieznana
- Deep Ship

data premiery nieznana
- Druidian Idol

data premiery nieznana
- Spidermawg

data premiery nieznana